# Presidio de San Antonio de Béjar

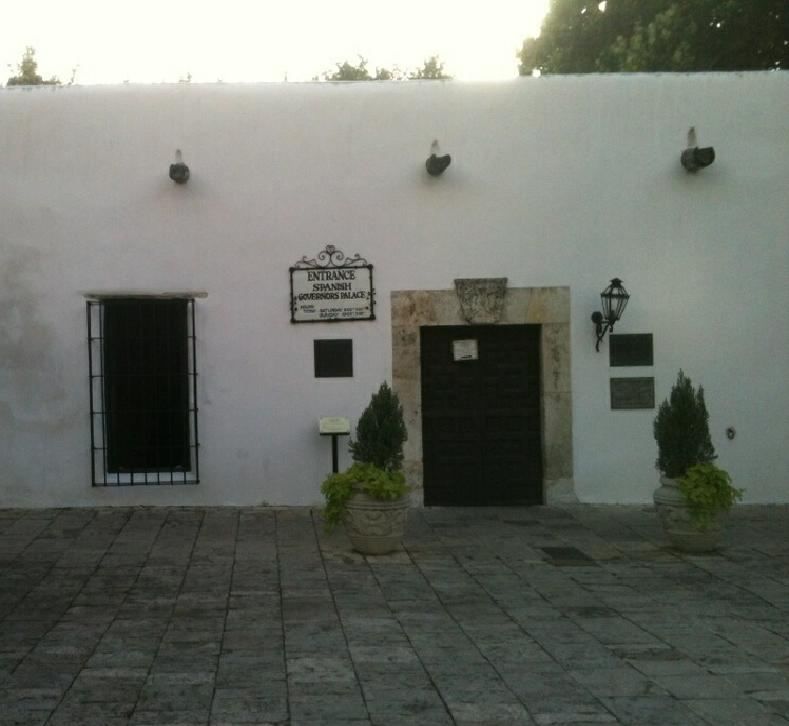
Presidio de San Antonio de Béjar en San Antonio (Texas).

El Presidio de San Antonio de Béjar fue un fuerte español construido cerca del río San Antonio, y situado en la ciudad de San Antonio, condado de Béxar, Texas (Estados Unidos). Fue fundado por Fray Antonio de Olivares y los indígenas Payayas, y junto con la Misión de San Antonio de Valero (El Álamo) y la Acequia Madre de Valero es el origen de la actual ciudad de San Antonio, Texas.

## Historia
Desde el Convento de Querétaro, se organizaron diversas expediciones a la región de Tejas, un territorio de gran interés estratégico para la corona española. Con ese objetivo en el año 1675, una expedición formada por Fray Antonio de Olivares, fray Francisco Hidalgo, fray Juan Larios y Fernando del Bosque, fueron enviados a explorar y reconocer el país más allá de las fronteras de Río Grande, para comprobar las posibilidades de nuevos asentamientos en la zona.
En 1709 el Virrey de Nueva España, Baltasar de Zúñiga y Guzmán , ordenó que regresara a las misiones, y junto con Pedro de Aguirre y fray Isidro de Espinosa exploraron el territorio donde ahora se encuentra la ciudad de San Antonio hasta el Rio Colorado, marcándose como objetivo fundar una misión y asentamiento civil allí. Este mismo año viajó a España para persuadir a las autoridades de la importancia de mantener y fundar nuevas misiones a orillas del río San Antonio, permaneciendo hasta el año 1715.
En 1716, fray Antonio de Olivares escribió al Virrey de Nueva España, contándole sus esperanzas y planes para la futura misión, y le instó a enviar familias de colonos, para fundar un poblado. En esta misma carta, subrayó el hecho de que era necesario que algunas de estas familias fueran expertas en las artes útiles y las industrias, “para enseñar a los indios todo lo que se debe exigir para que sean útiles y ciudadanos capaces”. 
Fray Antonio de Olivares fue organizando la fundación de la nueva Misión de San Antonio de Valero (El Álamo), desde la próxima Misión de San Francisco Solano, también construyó la Acequia Madre de Valero), de 6 millas de largo, que construyó para el riego de 400 hectáreas y el abastecimiento de los habitantes de las nuevas instalaciones construidas.
El complejo operativo se completó con la construcción del Presidio de San Antonio de Béjar, en el lado oeste del río de San Antonio, aproximadamente a 1 milla de la misión. Fue diseñado para la protección del sistema de misiones y asentamientos civiles en el centro de Texas y para asegurar la reclamación de España en la región de la agresión de franceses, ingleses y americanos. El presidio estaba constituido por un edificio de adobe, con techo de paja de hierba, con los soldados acuartelados en chozas de pincel (jacales). Como los colonos se concentraron alrededor del complejo del presidio y la misión, empezó a formarse la Villa de Béjar o Bexar, convirtiéndose en el eje fundamental del Tejas español. Al estar situado en el centro de varios sistemas operativos de la misión, Béjar no sufrió las necesidades y angustias de otros presidios. A pesar de ocasionales ataques de los indios, las paredes de defensa del presidio nunca se terminaron o se estimó necesario, ya que la misión se complementó más tarde convertida en la unidad principal de defensa amurallada.
Fray Antonio de Olivares contó con la ayuda de indios Papaya, para construir la Misión de San Antonio de Valero (El Álamo), el Presidio de San Antonio de Béjar, el puente que comunicaba ambas instalaciones, y la Acequia Madre de Valero.
El 5 de mayo fue fundado el Presidio de San Antonio de Béjar, en el lado oeste del río de San Antonio, origen de la actual ciudad de San Antonio de Tejas. El acto fue presidio por Martín de Alarcón, estableciéndose alrededor de 30 familias en sus alrededores.
El 14 de febrero de 1719, el marqués de San Miguel de Aguayo hizo un informe al rey de España, proponiendo que 400 familias fueran transportadas desde las Islas Canarias, Galicia o La Habana para poblar la provincia de Texas. En junio de 1730, 25 familias llegan a Cuba, y 10 familias más habían sido enviadas a Veracruz. Bajo la dirección de Juan Leal Goraz, el grupo marchó por tierra hasta el Presidio de San Antonio de Béjar, a donde llegaron el 9 de marzo de 1731. El grupo se unió a la comunidad militar que existía desde 1718, formando el primer gobierno de la ciudad y tomando como sede el edificio del Presidio de San Antonio de Béjar.
En 1722 se trasladó el presidio a las cercanías de la misión. En 1726, había 45 soldados en la fortaleza y 4 familias que vivían cerca. 9 soldados se repartieron entre las misiones y la población civil total fue de alrededor de 200. El cuartel de los soldados y el Palacio del Gobernador Español fue completado en 1749, para albergar el comandante de la guarnición militar española. El lugar fue conocido como la "Plaza de Armas". En 1763, había 22 soldados del presidio que se les encomendó la defensa de las cinco misiones cercanas. Los soldados a veces se utilizaban como escoltas, y para prevenir el robo de ganado y el contrabando. 
En 1772, otros fuertes de la zona estaban cerrados, pero el Presidio San Antonio de Béjar continuó abierto y se convirtió en el principal lugar de la defensa en Texas, con un comando de 80 soldados. Bexar se convirtió en la capital de Texas y el capitán del presidio desempeñó el cargo de gobernador de la región. Contaba además, con los fuertes auxiliares de Cíbolo y Robledo. En 1790, se hicieron planes para renovar el fuerte, pero la idea nunca fue ejecutada.
En 1803, 100 hombres de la Segunda Compañía del vuelo de San Carlos de Parras (Álamo de Parras) fueron enviados a reforzar el presidio de Parras en el sur de Coahuila. Bajo la jurisdicción del clero de la Villa de San Fernando de Bexar y el Obispo de Nuevo León, que ocupaban la Plaza de Armas del presidio (Plaza militar) y la misión secular de San Antonio de Valero.

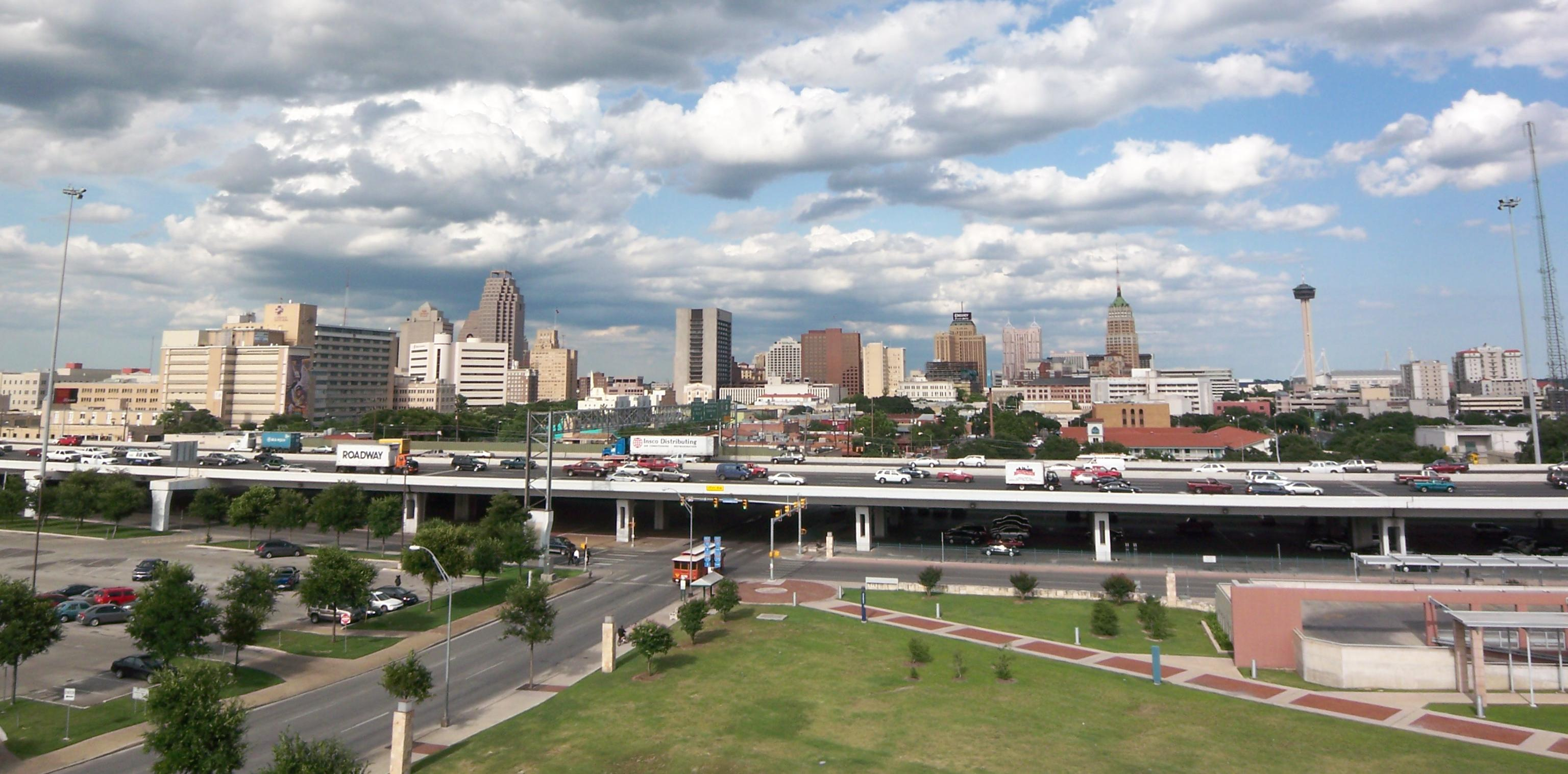
Presidio San Antonio de Béxar se localiza en el actual "Downtown" de San Antonio, Texas.

Aunque las paredes de la empalizada se iniciaron en 1805 en el lado norte de la ciudad, la fortaleza ya no veía necesaria. En 1806 todas las tropas se habían trasladado a la antigua Misión del Álamo, para entonces un fuerte.
En 1811, el oficial de la milicia retirado, Juan Bautista de las Casas, convenció a los soldados del presidio a rebelarse contra sus oficiales españoles. Más tarde, el apoyo a los oficiales realistas se restableció, y los soldados se unieron al ejército de Manuel María de Salcedo y luchó contra la expedición de Gutiérrez-Magee en 1813.
En 1825, Erasmo Seguín fue nombrado intendente de San Antonio, un cargo que ocupó durante diez años. Durante las guerras de independencia de Texas , la guarnición del presidio participó activamente en numerosos enfrentamientos militares.
En 1835, Domingo de Ugartechea , el comandante de la ahora ex-estado mexicano de Coahuila y Tejas, tenía su sede en el presidio, durante la Revolución de Texas . Tras el asedio y la batalla de Bexar y la expulsión de las tropas mexicanas de Texas en diciembre de 1835, el coronel texano James C. Neill ordenó brevemente en Bexar y el Álamo. La ciudad y la fortaleza del Álamo fueron capturadas por el ejército mexicano en la batalla de El Álamo , en marzo de 1836; y la guarnición mexicana se restableció temporalmente. El presidio oficialmente dejó de existir cuando el Ejército Mexicano reconoció la independencia de Texas y presentó su renuncia formal en San Antonio el 4 de junio de 1836, de manos del Jefe militar de Bexar Juan Seguin.